# BallinStadt

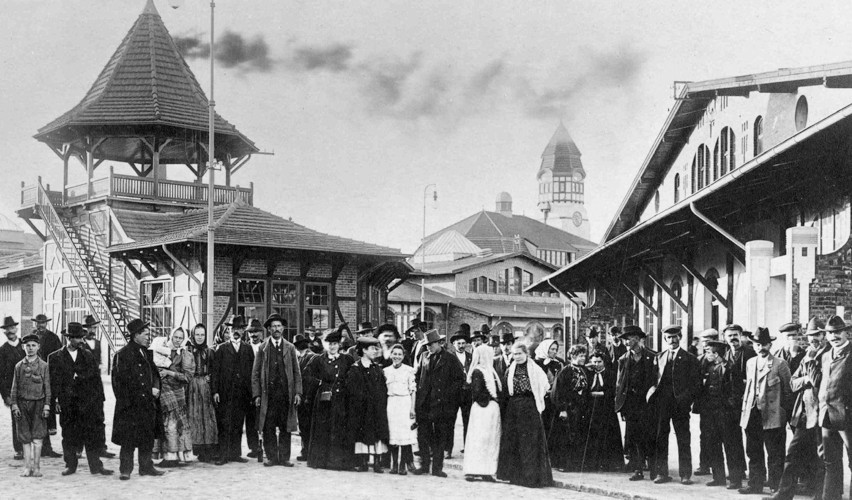
BallinStadt in 1907

BallinStadt of volledig Das Auswanderer Museum BallinStadt is een museum in de Duitse stad Hamburg. Het museum staat op de plaats waar vele decennia emigranten werden opgevangen voor zij de reis overzee maakten. Het museum werd geopend in 2007 en geeft een overzicht van emigratie vanuit Hamburg, maar ook over de beweegredenen van emigratie in het algemeen aangevuld met persoonlijke verhalen.

## Het terrein
Tussen 1850 en 1930 was Hamburg, en ook Bremen, een belangrijke vertrekhaven voor emigranten uit Centraal en Oost-Europa met vooral de bestemming Noord-Amerika. De Hamburg-America Line (HAPAG) was een belangrijke rederij die veel schepen hiervoor inzette. Om de grote stroom van mensen goed op te vangen liet de rederij in 1901 een apart opvangplaats bouwen in Hamburg-Veddel, buiten het toenmalige stadscentrum. Hier waren, onder andere, grote slaapzalen, twee hotels voor de passagiers die meer konden betalen, keukens, een kerk en ziekenzalen aanwezig. De faciliteiten kwamen op 20 december 1901 in gebruik. In 1904 was de capaciteit al bereikt en op het terrein werden extra gebouwen bijgeplaatst.
De mensen verbleven hier ongeveer twee weken, vooral om ze op ziekten te controleren, en mochten het terrein niet verlaten. Zieke passagiers konden in het land van aankomst worden geweigerd en werden dan op kosten van de reder weer naar huis gestuurd. In 1906 emigreerden 143.121 mensen via Hamburg, waarvan 101.990 gebruik maakten van de faciliteiten van HAPAG. In dat jaar werd zo’n 3% van alle passagiers in het land van aankomst geweigerd en weer terug naar stad gebracht. Om bij de schepen te komen werden de passagiers met tenders vervoerd, de grote passagiersschepen konden hier niet aanleggen.
Tijdens de Eerste Wereldoorlog viel de emigratie stil. Het Duitse leger nam de gebouwen over en er kwam een veldhospitaal voor de Kriegsmarine. Na de oorlog kwam de emigratie weer op gang, maar de grote aantallen van voor de oorlog werden niet meer bereikt. Voor en tijdens de Tweede Wereldoorlog werden de gebouwen weer overgenomen door het leger. Eerst voor de huisvesting van militairen en na het uitbreken van de vijandelijkheden voor krijgsgevangenen. Vanaf 1947 werden burgers uit Hamburg die dakloos waren geworden door luchtbombardementen hier gehuisvest, dit duurde uiteindelijk tot begin jaren zestig. Na hun vertrek raakte het geheel in verval en werden de gebouwen uiteindelijk gesloopt. Het laatste gebouw verdween omstreeks 2001.

## Emigratiemuseum
Eind 2001 nam de stad het initiatief om het gebied te her-ontwikkelen en er een museum te vestigen. De plannen werden gerealiseerd en op 4 juli 2007 werden de museumdeuren geopend. Voor het museum werden drie gebouwen met slaapzalen volgens de oude tekeningen herbouwd.
In deze drie gebouwen wordt een overzicht gegeven van de geschiedenis van emigratie. In het eerste gebouw staat de emigratie vanuit Hamburg en de rol van HAPAG hierin centraal. Albert Ballin was de directeur van de rederij in deze periode. In het tweede gebouw wordt ingegaan op emigratie in het algemeen in het verleden en heden. Redenen voor emigratie worden belicht zowel de reden voor het vertrek als de aanzuigende werking van de landen die immigranten wilden aantrekken. In het derde gebouw komen persoonlijke verhalen aan de orde en is een cafetaria gevestigd.
Het museum beschikt over een database met 5 miljoen namen van mensen die tussen 1850 en 1934 via Hamburg zijn geëmigreerd. Naast de naam en leeftijd staan ook de burgerlijke staat, laatste woonplaats, beroep en plaats van bestemming vermeld.

## Fotogalerij

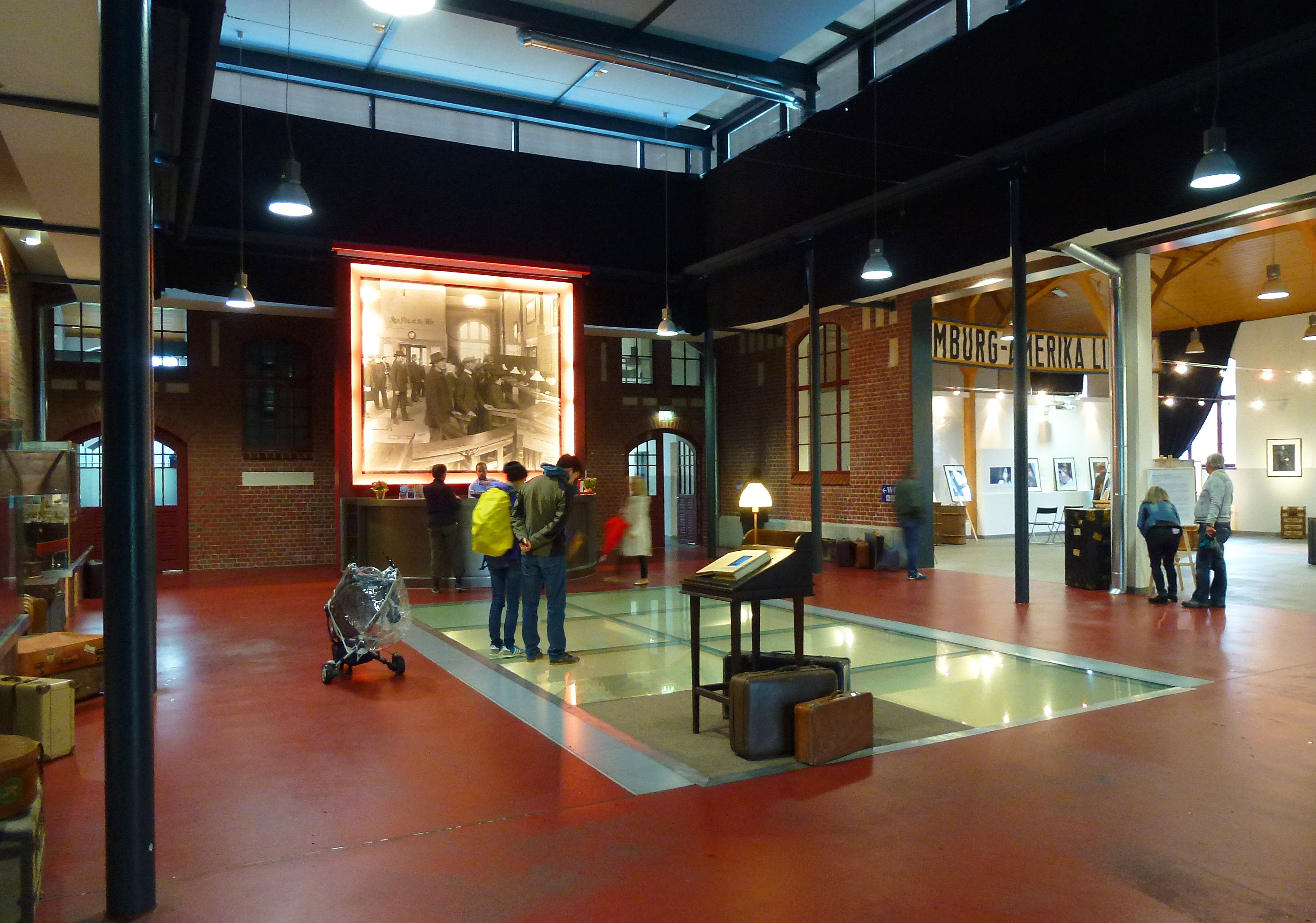
Entree
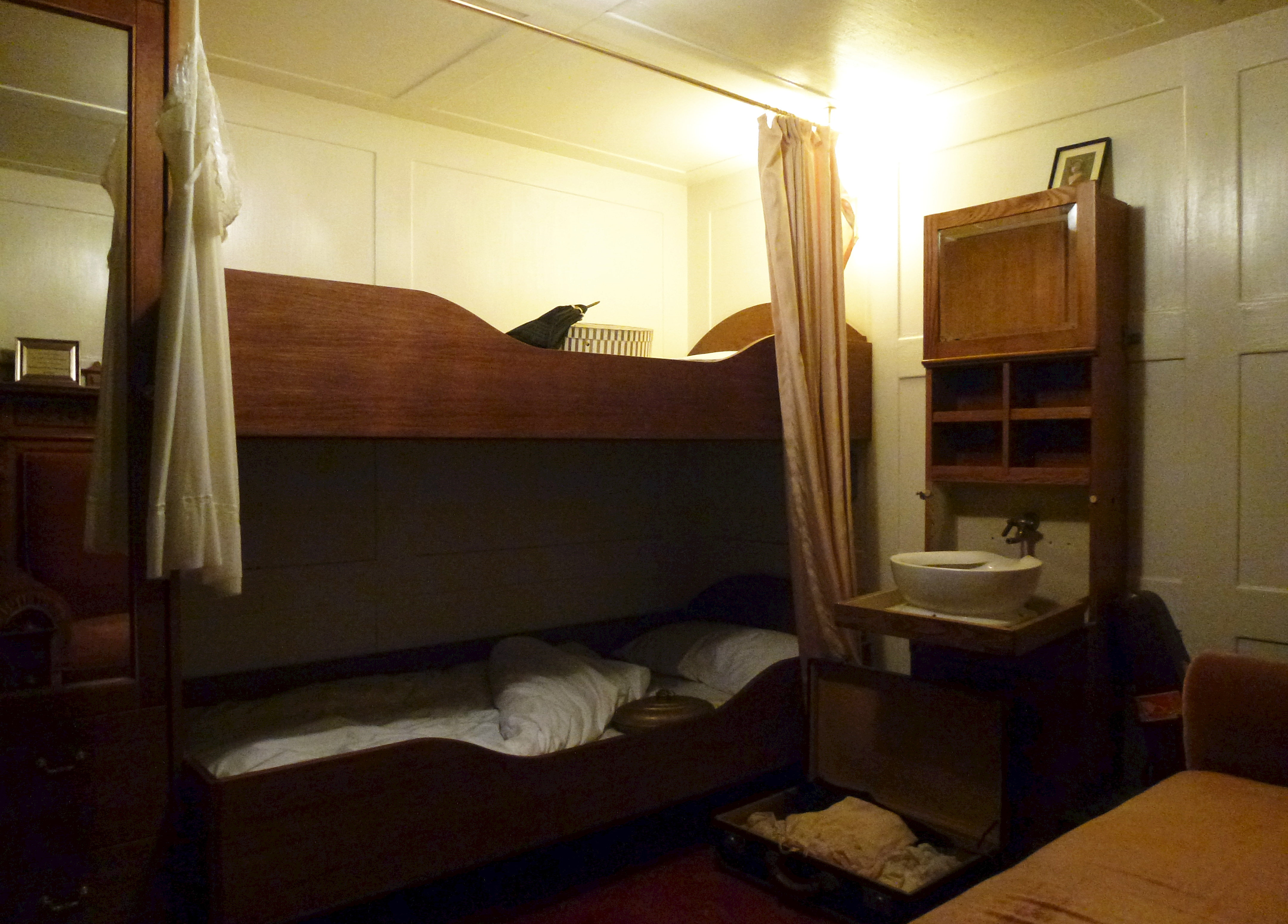
Kajuit voor 2e klasse passagiers
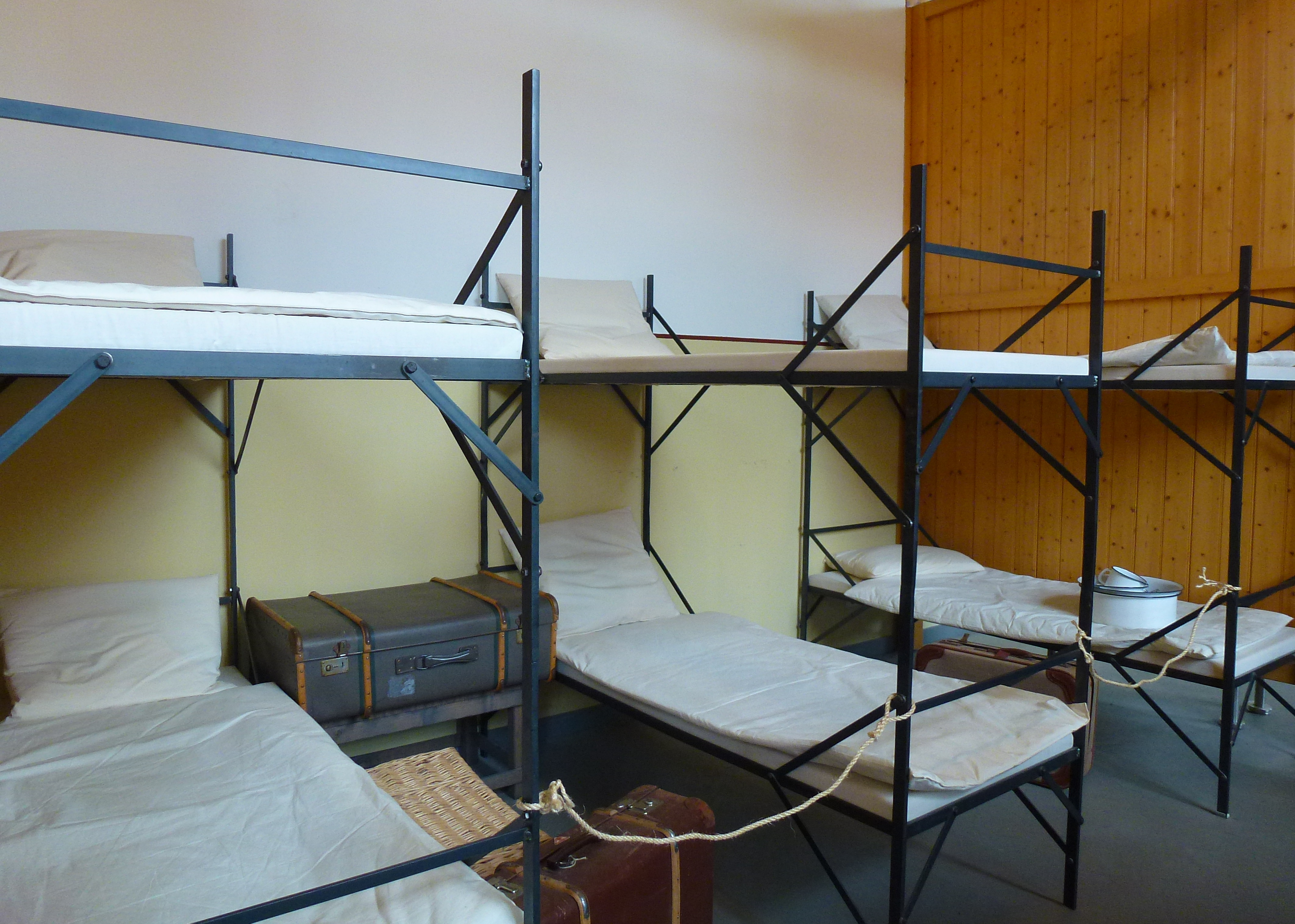
Reconstructie slaapzaal
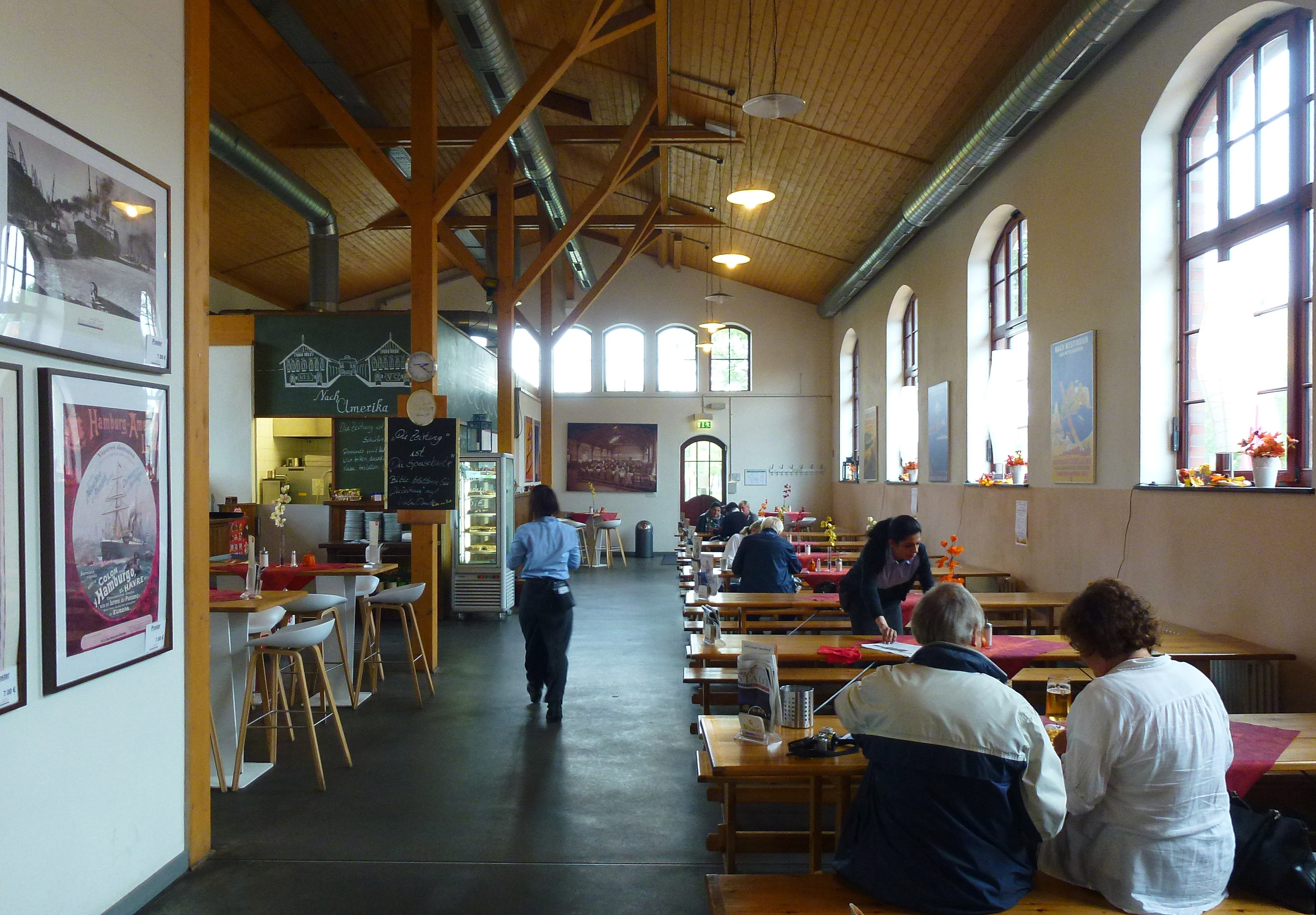
Restaurant
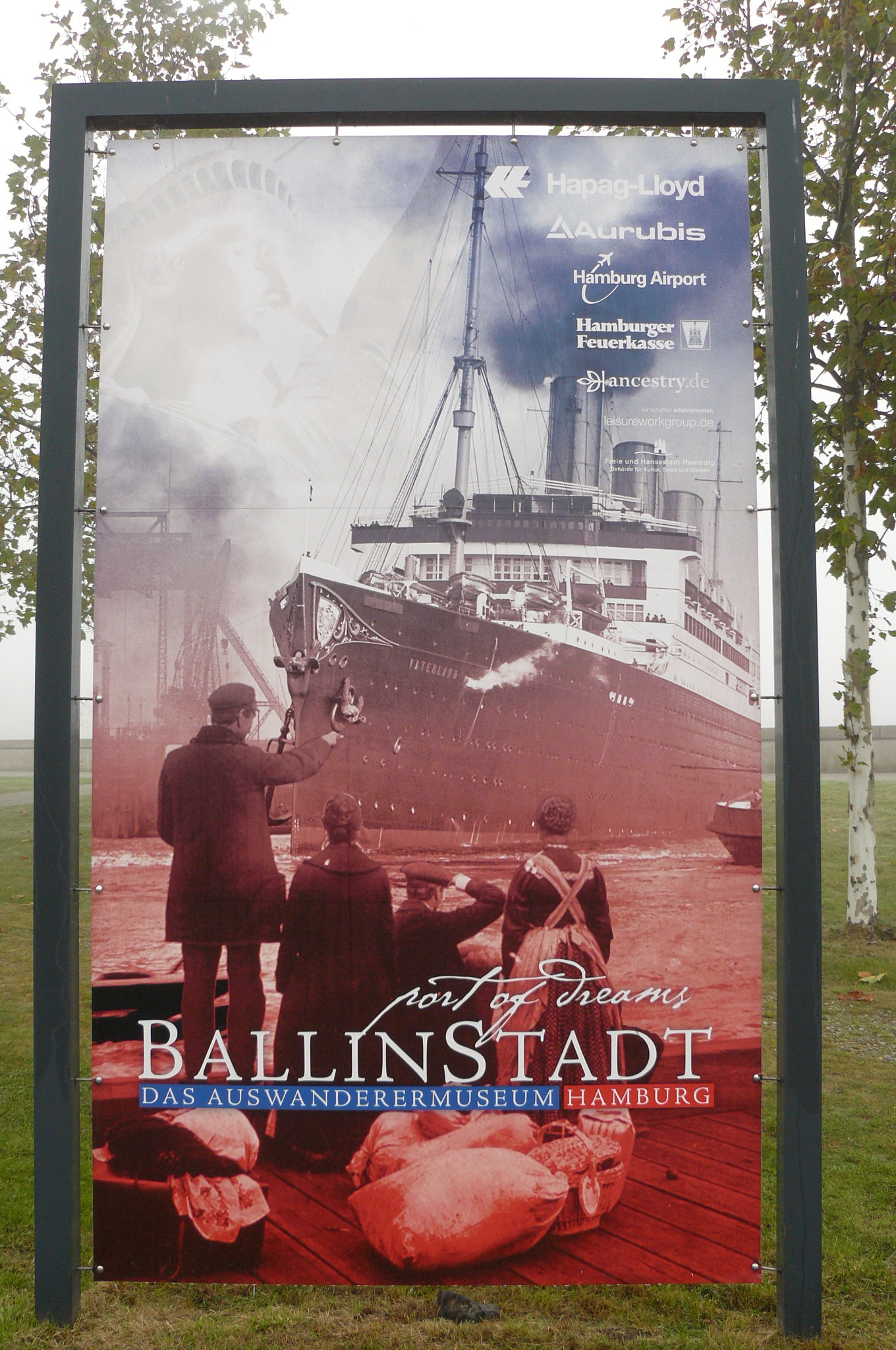
Museumposter met de SS Vaterland van HAPAG op de achtergrond